# Dája Bedáňová
Daniela « Dája » Bedáňová (née le 9 mars 1983 à Ostrava) est une joueuse de tennis tchèque, professionnelle dans la première moitié des années 2000.
Championne du monde junior en double filles en 1999, elle décroche en simple son premier titre sur le circuit WTA dès l'année suivante à Bratislava.
En 2001, non sans avoir éliminé successivement Meg Shaughnessy et Monica Seles, elle se qualifie pour les quarts de finale à l'US Open où elle est battue par la numéro un mondiale du moment, Martina Hingis.
Après une ascension rapide et régulière qui la voit se hisser au 16e rang en juillet 2002, elle est victime de blessures à répétition (notamment au tendon d'Achille) qui la contraignent à prendre sa retraite sportive à l'issue de la saison 2005, à seulement 22 ans.
Dája Bedáňová a remporté deux tournois WTA pendant sa carrière, dont un en double dames.

## Palmarès

### Titre en simple dames
| No | Date       | Nom et lieu du tournoi             | Catégorie | Dotation  | Surface    | Finaliste      | Score         |          |
| -- | ---------- | ---------------------------------- | --------- | --------- | ---------- | -------------- | ------------- | -------- |
| 1  | 23/10/2000 | Eurotel Slovak Indoors, Bratislava | Tier IVb  | 110 000 $ | Dur (int.) | Miriam Oremans | 6-1, 5-7, 6-3 | Parcours |

### Finale en simple dames
Aucune

### Titre en double dames
| No | Date       | Nom et lieu du tournoi            | Catégorie | Dotation  | Surface    | Partenaire   | Finalistes               | Score    |          |
| -- | ---------- | --------------------------------- | --------- | --------- | ---------- | ------------ | ------------------------ | -------- | -------- |
| 1  | 15/10/2001 | Eurotel Slovak Indoors Bratislava | Tier V    | 110 000 $ | Dur (int.) | Elena Bovina | Nathalie Dechy Meilen Tu | 6-3, 6-4 | Parcours |

### Finale en double dames
| No | Date       | Nom et lieu du tournoi            | Catégorie | Dotation  | Surface    | Vainqueures                 | Partenaire    | Score         |          |
| -- | ---------- | --------------------------------- | --------- | --------- | ---------- | --------------------------- | ------------- | ------------- | -------- |
| 1  | 06/01/2003 | Canberra Women’s Classic Canberra | Tier V    | 110 000 $ | Dur (ext.) | Tathiana Garbin Émilie Loit | Dinara Safina | 6-3, 3-6, 6-4 | Parcours |

## Parcours en Grand Chelem

### En simple dames
| Année | Open d'Australie                                    | Open d'Australie | Internationaux de France | Internationaux de France | Wimbledon         | Wimbledon         | US Open         | US Open             |
| ----- | --------------------------------------------------- | ---------------- | ------------------------ | ------------------------ | ----------------- | ----------------- | --------------- | ------------------- |
| 2000  | Q2 \|\| style="text-align:left" \| Cătălina Cristea | —                | —                        | 1er tour (1/64)          | Anne-Gaëlle Sidot | 1er tour (1/64)   | Nadia Petrova   |                     |
| 2001  | 4e tour (1/8)                                       | Serena Williams  | 3e tour (1/16)           | Silvia Farina            | 1er tour (1/64)   | Conchita Martínez | 1/4 de finale   | Martina Hingis      |
| 2002  | 2e tour (1/32)                                      | Anabel Medina    | 1er tour (1/64)          | Jelena Kostanić          | 3e tour (1/16)    | Jennifer Capriati | 4e tour (1/8)   | Serena Williams     |
| 2003  | 2e tour (1/32)                                      | Nathalie Dechy   | 1er tour (1/64)          | Corina Morariu           | 2e tour (1/32)    | Nathalie Dechy    | 1er tour (1/64) | Maria Elena Camerin |
| 2004  | Q1 \|\| style="text-align:left" \| Natalia Gussoni  | —                | —                        | —                        | —                 | —                 | —               |                     |

À droite du résultat, l’ultime adversaire.

### En double dames
| Année | Open d'Australie              | Open d'Australie           | Internationaux de France      | Internationaux de France   | Wimbledon                    | Wimbledon                 | US Open                      | US Open                    |
| ----- | ----------------------------- | -------------------------- | ----------------------------- | -------------------------- | ---------------------------- | ------------------------- | ---------------------------- | -------------------------- |
| 2001  | -                             | -                          | -                             | -                          | -                            | -                         | 3e tour (1/8) M. Salerni     | Tina Križan K. Srebotnik   |
| 2002  | 1/4 de finale K. Hrdličková   | Lisa Raymond Rennae Stubbs | 3e tour (1/8) Elena Bovina    | Lisa Raymond Rennae Stubbs | 1er tour (1/32) Elena Bovina | De Villiers I. Selyutina  | 1er tour (1/32) Elena Bovina | Iva Majoli C. Martínez     |
| 2003  | 1er tour (1/32) Roberta Vinci | Mary Pierce Rennae Stubbs  | 1er tour (1/32) Roberta Vinci | Marta Marrero de los Ríos  | 3e tour (1/8) R. Voráčová    | S. Kuznetsova Navrátilová | 2e tour (1/16) E. Tatarkova  | Elena Bovina Rennae Stubbs |
| 2004  | 1er tour (1/32) R. Voráčová   | Nadia Petrova Shaughnessy  | -                             | -                          | -                            | -                         | -                            | -                          |

Sous le résultat, la partenaire ; à droite, l’ultime équipe adverse.

### En double mixte
| Année | Open d'Australie         | Open d'Australie         | Internationaux de France | Internationaux de France | Wimbledon                | Wimbledon                | US Open | US Open |
| 2002  | 2e tour (1/8) Jiří Novák | Rita Grande Jeff Tarango | -                        | -                        | 2e tour (1/16) Petr Pála | T. Musgrave A. Kratzmann | -       | -       |

Sous le résultat, le partenaire ; à droite, l’ultime équipe adverse.

## Parcours aux Jeux olympiques

### En simple dames
| # | Date       | Nom de l'olympiade   | Surface    | Résultat       | Ultime adversaire | Score    |          |
| - | ---------- | -------------------- | ---------- | -------------- | ----------------- | -------- | -------- |
| 1 | 19/09/2000 | Olympic Games Sydney | Dur (ext.) | 2e tour (1/16) | Julie Halard      | 6-3, 6-4 | Parcours |

### En double dames
| # | Date       | Nom de l'olympiade   | Surface    | Résultat        | Partenaire       | Ultimes adversaires               | Score    |          |
| - | ---------- | -------------------- | ---------- | --------------- | ---------------- | --------------------------------- | -------- | -------- |
| 1 | 19/09/2000 | Olympic Games Sydney | Dur (ext.) | 1er tour (1/16) | Květa Hrdličková | Conchita Martínez Arantxa Sánchez | 6-4, 6-3 | Parcours |

## Parcours en Fed Cup
| #                                                                                   | Date       | Lieu       | Surface         | Gagnante(s)                          | Perdante(s)                         | Score          |          |
|                                                                                     |            |            |                 |                                      |                                     |                |          |
| 1999 - 1/4 de finale (groupe mondial II) - Biélorussie - République tchèque - 1 : 4 |            |            |                 |                                      |                                     |                |          |
| 1                                                                                   | 17/04/1999 | Minsk      | Terre (int.)    | Nadejda Ostrovskaya Tatiana Poutchek | Dája Bedáňová Helena Vildová        | 7-5, 6-2       | Parcours |
|                                                                                     |            |            |                 |                                      |                                     |                |          |
| 2000 - Round robin (groupe mondial) - Autriche - République tchèque - 1 : 2         |            |            |                 |                                      |                                     |                |          |
| 2                                                                                   | 27/04/2000 | Bratislava | Dur (int.)      | Barbara Schett Patricia Wartusch     | Dája Bedáňová Květa Hrdličková      | 7-66, 2-6, 6-3 | Parcours |
|                                                                                     |            |            |                 |                                      |                                     |                |          |
| 2000 - Round robin (groupe mondial) - République tchèque - Suisse - 2 : 1           |            |            |                 |                                      |                                     |                |          |
| 3                                                                                   | 28/04/2000 | Bratislava | Dur (int.)      | Dája Bedáňová Květa Hrdličková       | Emmanuelle Gagliardi Patty Schnyder | 4-6, 6-1, 6-1  | Parcours |
|                                                                                     |            |            |                 |                                      |                                     |                |          |
| 2000 - Round robin (groupe mondial) - Slovaquie - République tchèque - 1 : 2        |            |            |                 |                                      |                                     |                |          |
| 4                                                                                   | 29/04/2000 | Bratislava | Dur (int.)      | Dája Bedáňová Květa Hrdličková       | Karina Habšudová Daniela Hantuchová | 7-5, 6-3       | Parcours |
|                                                                                     |            |            |                 |                                      |                                     |                |          |
| 2000 - 1/2 finale (groupe mondial) - République tchèque - Espagne - 1 : 2           |            |            |                 |                                      |                                     |                |          |
| 5                                                                                   | 21/11/2000 | Las Vegas  | Moquette (int.) | Arantxa Sánchez                      | Dája Bedáňová                       | 5-7, 6-4, 6-3  | Parcours |
| 5                                                                                   | 21/11/2000 | Las Vegas  | Moquette (int.) | Dája Bedáňová Květa Hrdličková       | Virginia Ruano Magüi Serna          | 1-6, 6-3, 7-65 | Parcours |
|                                                                                     |            |            |                 |                                      |                                     |                |          |
| 2003 - 1er tour (groupe mondial) - États-Unis - République tchèque - 5 : 0          |            |            |                 |                                      |                                     |                |          |
| 6                                                                                   | 26/04/2003 | Lowell     | Dur (int.)      | Venus Williams                       | Dája Bedáňová                       | 6-1, 6-0       | Parcours |
| 6                                                                                   | 26/04/2003 | Lowell     | Dur (int.)      | Serena Williams Venus Williams       | Dája Bedáňová Eva Birnerová         | 6-0, 6-1       | Parcours |

## Classements WTA en fin de saison

### En simple
| Année | 1998 | 1999 | 2000 | 2001 | 2002 | 2003 | 2004 | 2005 |
| Rang  | 783  | 292  | 54   | 28   | 37   | 156  | 400  | 289  |

Source : (en) « Classements de Dája Bedáňová », sur le site officiel du WTA Tour

### En double
| Année | 1998 | 1999 | 2000 | 2001 | 2002 | 2003 | 2004 | 2005 |
| Rang  | 697  | 697  | 687  | 82   | 57   | 66   | 269  | 333  |

Source : (en) « Classements de Dája Bedáňová », sur le site officiel du WTA Tour